# 佐賀県道282号奥山鹿島線
佐賀県道282号奥山鹿島線（さがけんどう282ごう おくやまかしません）は、佐賀県鹿島市を通る一般県道である。

## 概要
鹿島市大字音成から鹿島市大字重ノ木に至る。佐賀県道283号古枝肥前浜停車場線と共に祐徳稲荷神社へ通じる県道で、元日は多くの車で渋滞する。

### 路線データ
- 起点：佐賀県鹿島市大字音成
- 終点：佐賀県鹿島市大字重ノ木（泉通り交差点、国道207号交点）

## 路線状況

### 道路施設

#### 橋梁
- 井手分橋（石木津川、鹿島市）

## 地理

### 通過する自治体
- 鹿島市

### 交差する道路
| 交差する道路                    | 交差する場所 | 交差する場所        |
| ------------------------------- | ------------ | ------------------- |
| 佐賀県道283号古枝肥前浜停車場線 | 大字古枝甲   |                     |
| 国道207号 / 鹿島バイパス        | 大字古枝甲   | 久保山北交差点      |
| 国道444号                       | 大字納富分   | 末光交差点          |
| 国道207号                       | 大字重ノ木   | 泉通り交差点 / 終点 |

### 沿線
- 祐徳稲荷神社
- 鹿島市立古枝小学校
- 鹿島市立明倫小学校
- 鹿島市役所